# Рейнеріс Салас
Рейнеріс Салас Перес (ісп. Reineris Salas Perez; нар. 17 березня 1987) —  кубинський борець вільного стилю, дворазовий срібний та бронзовий призер чемпіонатів світу, чотириразовий переможець та срібний призер Панамериканських чемпіонатів, чемпіон Панамериканських ігор, срібний призер кубку світу.

## Біографія
Боротьбою почав займатися з 1999 року. 
Виступає за борцівський клуб Cerro Pelado; Ciudad Гавана.

## Спортивні результати на міжнародних змаганнях

### Виступи на Олімпіадах
| Змагання                    | Збірна | Вагова категорія          | Місце  |
| --------------------------- | ------ | ------------------------- | ------ |
| Літні Олімпійські ігри 2016 | Куба   | вільна боротьба, до 86 кг | 5      |
| Літні Олімпійські ігри 2020 | Куба   | вільна боротьба, до 97 кг | Бронза |

### Виступи на Чемпіонатах світу
| Змагання                        | Збірна | Вагова категорія           | Місце  |
| ------------------------------- | ------ | -------------------------- | ------ |
| Чемпіонат світу з боротьби 2009 | Куба   | вільна боротьба, до 84 кг  | 8      |
| Чемпіонат світу з боротьби 2010 | Куба   | вільна боротьба, до 84 кг  | Бронза |
| Чемпіонат світу з боротьби 2013 | Куба   | вільна боротьба, до 84 кг  | Срібло |
| Чемпіонат світу з боротьби 2014 | Куба   | вільна боротьба, до 86 кг  | Срібло |
| Чемпіонат світу з боротьби 2015 | Куба   | вільна боротьба, до 86 кг  | 25     |
| Чемпіонат світу з боротьби 2017 | Куба   | вільна боротьба, до 97 кг  | 15     |
| Чемпіонат світу з боротьби 2022 | Куба   | вільна боротьба, до 125 кг | 18     |

### Виступи на Панамериканських чемпіонатах
| Змагання                                   | Збірна | Вагова категорія          | Місце  |
| ------------------------------------------ | ------ | ------------------------- | ------ |
| Панамериканський чемпіонат з боротьби 2006 | Куба   | вільна боротьба, до 84 кг | Золото |
| Панамериканський чемпіонат з боротьби 2009 | Куба   | вільна боротьба, до 84 кг | Золото |
| Панамериканський чемпіонат з боротьби 2010 | Куба   | вільна боротьба, до 84 кг | Золото |
| Панамериканський чемпіонат з боротьби 2014 | Куба   | вільна боротьба, до 86 кг | Золото |
| Панамериканський чемпіонат з боротьби 2016 | Куба   | вільна боротьба, до 97 кг | Срібло |
| Панамериканський чемпіонат з боротьби 2018 | Куба   | вільна боротьба, до 97 кг | Золото |
| Панамериканський чемпіонат з боротьби 2019 | Куба   | вільна боротьба, до 97 кг | Срібло |
| Панамериканський чемпіонат з боротьби 2020 | Куба   | вільна боротьба, до 97 кг | Срібло |

### Виступи на Панамериканських іграх
| Змагання                  | Збірна | Вагова категорія          | Місце  |
| ------------------------- | ------ | ------------------------- | ------ |
| Панамериканські ігри 2015 | Куба   | вільна боротьба, до 86 кг | Золото |
| Панамериканські ігри 2019 | Куба   | вільна боротьба, до 97 кг | Бронза |

### Виступи на Кубках світу
| Змагання                    | Збірна | Вагова категорія          | Місце  |
| --------------------------- | ------ | ------------------------- | ------ |
| Кубок світу з боротьби 2008 | Куба   | вільна боротьба, до 84 кг |        |
| Кубок світу з боротьби 2009 | Куба   | вільна боротьба, до 84 кг | 5      |
| Кубок світу з боротьби 2011 | Куба   | вільна боротьба, до 84 кг | Срібло |
| Кубок світу з боротьби 2018 | Куба   | команда                   | 4      |
| Кубок світу з боротьби 2019 | Куба   | команда                   | 5      |

### Виступи на інших змаганнях
| Змагання                                                             | Збірна | Вагова категорія                 | Місце  |
| -------------------------------------------------------------------- | ------ | -------------------------------- | ------ |
| Центральноамериканські і Карибські ігри 2014 (Веракрус)              | Куба   | вільна боротьба, до 86 кг        | Золото |
| Кубок Гранми з боротьби 2011                                         | Куба   | греко-римська боротьба, до 66 кг | Золото |
| Cerro Pelado International 2013                                      | Куба   | вільна боротьба, до 84 кг        | Бронза |
| Кубок Гранми з боротьби 2014                                         | Куба   | вільна боротьба, до 86 кг        | Золото |
| Кубок Гранми з боротьби 2015                                         | Куба   | вільна боротьба, до 86 кг        | Золото |
| Beat the Streets 2015                                                | Куба   | вільна боротьба, до 86 кг        | Золото |
| Олімпійський кваліфікаційний турнір з боротьби 2016 (Фріско)         | Куба   | вільна боротьба, до 86 кг        | Золото |
| Cerro Pelado International 2016                                      | Куба   | вільна боротьба, до 97 кг        | Золото |
| Меморіал Вацлава Циолковського 2016                                  | Куба   | вільна боротьба, до 97 кг        | Золото |
| Кубок Канади з боротьби 2016                                         | Куба   | вільна боротьба, до 97 кг        | Золото |
| Гран-прі Іспанії з боротьби 2016                                     | Куба   | вільна боротьба, до 97 кг        | Золото |
| Золотий Гран-прі з боротьби 2016                                     | Куба   | вільна боротьба, до 97 кг        | Срібло |
| Cerro Pelado International 2017                                      | Куба   | вільна боротьба, до 97 кг        | Золото |
| Cerro Pelado International 2018                                      | Куба   | вільна боротьба, до 97 кг        | 5      |
| Центральноамериканський і Карибський чемпіонат 2018                  | Куба   | вільна боротьба, до 97 кг        | Золото |
| Beat the Streets 2018                                                | Куба   | вільна боротьба, до 97 кг        | Срібло |
| Центральноамериканські і Карибські ігри 2018                         | Куба   | вільна боротьба, до 97 кг        | Золото |
| Гран-прі «Іван Яригін» 2019                                          | Куба   | вільна боротьба, до 97 кг        | 8      |
| Cerro Pelado International 2019                                      | Куба   | вільна боротьба, до 97 кг        | Золото |
| Турнір Алі Алієва 2019                                               | Куба   | вільна боротьба, до 97 кг        | Срібло |
| Кубок Алроси 2019                                                    | Куба   | вільна боротьба, до 97 кг        | 5      |
| Granma y Cerro Pelado 2020                                           | Куба   | вільна боротьба, до 97 кг        | Бронза |
| Панамериканський олімпійський кваліфікаційний турнір з боротьби 2021 | Куба   | вільна боротьба, до 97 кг        | Золото |